# Cápac Yupanqui (general)
Cápac Yupanqui (Ccapac Yupanqui) fue un hermano y apusquipay (general) de Pachacútec.

## Primeras campañas
En el sexto año de gobierno de su hermano, lo acompañó con 30 000 soldados a conquistar a los huancas del Chinchaysuyo (norte). Tras acampar en Vilca se hicieron con Xauxa, Tarma y Pumpu con poca resistencia. En cambio, Garcilaso de la Vega dice que los huancas ofrecieron feroz resistencia con sus 30 000 guerreros. Pedro Sarmiento de Gamboa dice que la campaña al norte ocurrió después de conquistar a los collas y la tropa se componía de 70 000 soldados al mando de sus hermanos Cápac y Huayna Yupanqui y su hijo Apu Yamqui Yupanqui. Cápac Yupanqui fue encargado de reorganizar estas nuevas tierras mientras su hermano construía fortalezas, caminos y templos y recorrer su reino. También anexaron Soras, al sudoeste del territorio chanca. Posteriormente, fue enviado en una expedición para expandir las fronteras del Antisuyo. Volvió a Pumpu para marchar sobre las provincias de Chucurpu, Ancara y Huaillas antes de volver a Cuzco. Todo este proceso tomó unos tres años.
Pasaron unos meses y el Sapa Inca decidió organizar otra campaña de conquista en el Chinchaysuyo. Un ejército de 50 000 efectivos fue puesto al mando de su hermano y su hijo, el auqui (príncipe) Inca Yupanqui, llegaron a Chucurpu y exigieron al curacazgo de Pincu rendirse, lo que hizo pacíficamente. Desde ahí exigieron lo mismo a los de Huaraz, Piscopampa y Cunchucu, pero estos se negaron y debieron pasar seis meses de duros combates para lograr su capitulación. Siguieron a Huamachuco, ciudad que se rindió sin luchar. Al volver a Cuzco sometieron también Yauyos.
Cápac Yupanqui acompañó a su soberano cuatro años después, cuando éste siguió con un ejército de 30 000 plazas hasta Nanasca y después bajo al litoral por la ruta de Guaytaray, haciéndose con los valles de Pisco e Ica y construyendo una gran red de irrigación que aseguro el suministro de agua y duplicó las tierras cultivables. Siguieron los chinchas a los que exigieron vasallaje y se negaron. Ambos ejércitos salieron a presentar batalla pero fueron detenidos por una tormenta de arena que los obligó a volver a su campamentos. Cápac Yupanqui decidió cambiar su táctica y ordenó al auqui subir con parte de las tropas a la sierra para destruir los canales que traían agua a los valles y él atacaba los sembrados. Los chinchas resistieron otros cuatro meses hasta su capitulación. La versión de Cieza de León dice que el Sapa Inca, al enterarse de que 30 000 guerreros chinchas venían a confrontarlo, prefirió enviar regalos y hacer promesas de paz y hermandad. Los chinchas lo aceptaron y hubo paz. Debido a esto, los chinchas (y otros pueblos del Chinchaysuyo) gozaron de mayor autonomía durante el incanato que los de otras regiones. Esto obligó a los cuzqueños a mantener una gran base militar en Vilcashuamán, con una guarnición permanente de 35 000 a 40 000 hombres listos para acabar con rebeliones en todo momento.
Cápac Yupanqui y compañía fueron contra Chuquimanco, curaca de los guarcos de Runahuánac. Este les plantó cara con 20 000 guerreros, pero tras ocho meses (Sarmiento de Gamboa) u ocho años (Cieza de León) debió rendirse. Contra chinchas y guarcos los cuzqueños emplearon 40 000 soldados. Luego vino la campaña contra Cuismanco o Guzmango, curaca de Caxamarca. Este pidió ayuda a Minchancaman, señor del Reino chimú y su aliado, quien le envió ayuda al mando de un príncipe. Cápac Yupanqui, astutamente preparó una celada y los capturó a ambos. Durante cuatro meses tomaron sus fuertes en los cerros hasta rendirlo.

## Ejecución
Visitando su imperio, Pachacútec se enteró de que Huancohuaullu, jefe chanca vencido en Yahuarpampa, estaba preparando una rebelión. Efectivamente, el chanca había reunido 8000 guerreros en las fortalezas de Challcumarca y Suramarca. Al parecer, había servido como capitán del contingente de chancas durante la campaña de los chinchas. Había conseguido tales éxitos que el Inca sintió su poder amenazado, pues Huancohuaullu podía encabezar una rebelión (a la que se unirían inmediatamente los collas). Se ordenó ejecutar a los chancas bajo pena de muerte en caso de no cumplir.
El Sapa Inca envió a su hermano Cápac Yupanqui con un gran ejército a someterlos pero los chancas ya estaban en la selva, muy al norte. Para muchos él permitió la fuga chanca. El fracaso en capturar al jefe chanca fue la justificación para su ejecución. En un estado autocrático como el incanato, el no cumplir de forma cómplice las órdenes del rey era imperdonable. Otros dicen que fue ejecutado por conspirar contra su rey junto a su hermano Huayna Yupanqui. Huancohuaullu huyó con 40 000 seguidores al valle del río Huallaga. Así quedó lejos y libre de su dominio. El Sapa Inca ordenó a 10 000 mitimaes (colonos) establecerse en territorio chanca para asegurar la paz. Otros dicen que el conflicto empezó porque Cápac Yupanqui, volviendo de la costa a Cuzco conquistó algunas villas chancas y estos, en venganza, atacaron un reino colla a orillas del Titicaca. El Sapa Inca envió a su hermano a conquistar la zona norte de Vilcas pero con orden de no cruzar el río Yanamayo. Los chancas vencieron de forma humillante a los cuzqueños y Pachacútec ordenó ejecutar a sus jefes, que huyeron a la selva. El general los persiguió más allá del Yanamayo hasta que su rey le ordenó parar. Tratando de recuperar su favor atacó Caxamarca, dejó una guarnición y volvió a Cuzco, donde su furioso hermano le hizo ejecutar (quizás por miedo a que pensara destronarlo).

## Cronología
Se estima que la segunda campaña al Chinchaysuyo, la de Cápac Yupanqui, probablemente ocurrió hacia 1465. Algunos creen que la conquista de Huaillas se produjo en 1438-1440. Se ha sugerido que la expedición de este general hacia la costa fue en torno a 1445. Fue la primera vez que llegaron al mar. Después marchó contra Caxamarca. Otras fuentes fechan que Chuquimanco fue vencido hacia 1453. Según el polímata francés Constantine Samuel Rafinesque, Huancohuaullu huyó del Perú en 1350, Chuquimanco fue vencido en 1388 y Cuismanco en 1402, y el reinado de Pachacútec fue entre 1375 y 1425. Algunas fuentes fechan en 1437-1438 la guerra entre Pachacútec y los chancas, y en 1440 las campañas en el Antisuyo. El historiador José Antonio del Busto estima Pachacútec venció a los chancas en 1425 y Túpac Yupanqui participó de su primera campaña al Chinchasuyo (contra los chachapoyas) en 1461.